# UCI Oceania Tour 2018
UCI Oceania Tour 2018 – 14. edycja cyklu wyścigów UCI Oceania Tour, która odbyła się w styczniu i lutym 2018.
Seria UCI Oceania Tour, podobnie jak pozostałe cykle kontynentalne (UCI Africa Tour, UCI America Tour, UCI Asia Tour, UCI Europe Tour), powstała w 2005 jako zaplecze dla utworzonego w tym samym czasie UCI ProTour (później przekształconego w UCI World Tour) i do końca sezonu 2019 stanowiła, podobnie jak pozostałe cykle kontynentalne, drugi poziom wyścigów z kalendarza UCI.
Cykl UCI Oceania Tour w sezonie 2018 objął trzy wyścigi (jeden jednodniowy i dwa wieloetapowe), rozgrywane między 17 stycznia 2018 a 4 lutego 2018.

## Kalendarz
Opracowano na podstawie:
| UCI Oceania Tour 2018       | UCI Oceania Tour 2018 | UCI Oceania Tour 2018     | UCI Oceania Tour 2018 | UCI Oceania Tour 2018             | UCI Oceania Tour 2018            | UCI Oceania Tour 2018                     | UCI Oceania Tour 2018 |
| Data                        | Państwo               | Wyścig                    | Kat.                  | Zwycięzca                         | Drugie miejsce                   | Trzecie miejsce                           |                       |
| --------------------------- | --------------------- | ------------------------- | --------------------- | --------------------------------- | -------------------------------- | ----------------------------------------- | --------------------- |
| 17 – 21 stycznia 2018       | Nowa Zelandia         | New Zealand Cycle Classic | 2.2                   | Hayden McCormick (Nowa Zelandia)  | Ian Bibby (JLT Condor)           | Robert Stannard (Mitchelton-BikeExchange) |                       |
| 27 sty                      | Nowa Zelandia         | Gravel and Tar Classic    | 1.2                   | Ethan Berends (Mobius-BridgeLane) | Michael Torckler                 | Hayden McCormick (ONE Pro Cycling)        |                       |
| 31 stycznia – 4 lutego 2018 | Australia             | Herald Sun Tour           | 2.1                   | Esteban Chaves (Mitchelton-Scott) | Cameron Meyer (Mitchelton-Scott) | Damien Howson (Mitchelton-Scott)          |                       |